# Gilberte Mortier
Pour les articles homonymes, voir Mortier.
Gilberte Mortier, née le 12 mars 1907 à Paris et morte le 18 janvier 1991 à Vielle-Saint-Girons, est une nageuse française ayant participé aux Jeux olympiques d'été de 1924 à Paris et recordwoman de France du 200 mètres nage libre.

## Biographie
Gilberte Mortier est la fille de Renée Mortier, une nageuse et dirigeant sportive, ainsi qu'employée des Postes. Son père est employé municipal parisien.
Elle apprend à nager, avec sa mère dès ses trois ans. Elle s'inscrit d'abord au club La Libellule de Paris, avant de rejoindre le club fondé par sa mère, les Cadettes de Gascogne.
Elle fait partie de l'équipe de France qui participe aux Jeux olympiques féminins de 1922 à Monaco en avril 1922. Elle y nage le 100 mètres dos.
En juin 1924, elle bat le record de France du 200 mètres nage libre en 3 min 16 s 14. Elle fait partie de l'équipe de France pour les Jeux olympiques de 1924 à Paris. Engagée sur le 400 mètres nage libre, elle termine dernière de sa série, en 7 min 35 s et n'est pas qualifiée pour les demi-finales. Gilberte Mortier fait partie du relais 4 × 100 mètres nage libre qui termine 5e en 5 min 43 s 40,.
Aux championnats de France de 1925, elle monte sur la 3e marche du podium du 1 000 mètres nage libre, avec un temps de 21 min 7 s 40. Le relais quatre nages (à l'époque, les quatre nages sont brasse, dos, over arm stroke et nage libre) de la Libellule de Paris, avec Gilberte Mortier se classe deuxième. 